# 松前広国
松前 広国（まつまえ ひろくに）は、江戸時代前期の仙台松前氏（仙台藩準一家、松川松前氏）2代当主。伊達騒動を題材にした「伽羅先代萩」の登場人物である松前鉄之助のモデルとして知られる。

## 生涯
寛永8年（1631年）、仙台松前氏初代当主・松前安広の二男として誕生。兄・片倉景長が母方の片倉氏を継いでいため跡取りとなり、明暦2年（1656年）3月21日、父の隠居に伴い仙台松前氏2代当主となる。
寛文5年（1665年）に江戸番頭となり、幼少の藩主・亀千代（のちの伊達綱村）に近侍する。この経歴から「伽羅先代萩」において幼君・鶴喜代の傅役に、広国をモデルとした人物が当てられることとなった。寛文9年（1669年）3月には品川藩邸で隠居していた伊達綱宗の付家老に転じ、延宝4年（1676年）には若年寄に就任した。
天和2年（1682年）3月10日死去。享年52。広国には男子がおらず、一人娘の市は延宝8年（1680年）に片倉村長（景長の子）に嫁いでいたため、末弟の為広が家督を相続した。

## 系譜
- 父：松前安広（1606-1668）
- 母：喜佐 - 片倉重長の長女
- 正室：石田常員の娘
  - 女子：市 - 片倉村長室
- 養子
  - 男子：松前為広 - 五弟。3代当主

```
　　　　　　　　　　　　　　　┏片倉景長━━片倉村長
片倉重長━━喜佐　　　┃　　　　　　　　　　┃
　　　　　　　　　┣━━━╋松前広国━━━市
　　　　　　　松前安広　　┃
　　　　　　　　　　　　　　　┗松前為広

```